# Liste der Monuments historiques in Amanlis
Die Liste der Monuments historiques in Amanlis führt die Monuments historiques in der französischen Gemeinde Amanlis auf.

## Liste der Bauwerke
| Bezeichnung      | Beschreibung                  | Standort | Kennzeichnung | Schutzstatus | Datum | Bild           |
| ---------------- | ----------------------------- | -------- | ------------- | ------------ | ----- | -------------- |
| Kirche St-Martin | Erbaut ab dem 14. Jahrhundert | (Lage)   | PA00090494    | Inscrit      | 1974  | weitere Bilder |

## Liste der Objekte
| Bezeichnung                     | Beschreibung                                | Standort                       | Kennzeichnung | Schutzstatus | Datum | Bild           |
| ------------------------------- | ------------------------------------------- | ------------------------------ | ------------- | ------------ | ----- | -------------- |
| Retabel                         | Stein, 17. Jahrhundert                      | in der Kirche St-Martin (Lage) | PM35001082    | Inscrit      | 1974  | weitere Bilder |
| Gitter um das Taufbecken        | Eisen, erste Hälfte des 19. Jahrhunderts    | in der Kirche St-Martin (Lage) | PM35001050    | Inscrit      | 1972  |                |
| Retabel des Hauptaltars         | Marmor und Holz, Mitte des 17. Jahrhunderts | in der Kirche St-Martin (Lage) | PM35000006    | Classé       | 1919  | weitere Bilder |
| Kanzel                          | Holz, 1708                                  | in der Kirche St-Martin (Lage) | PM35000005    | Classé       | 1911  | weitere Bilder |
| Altar mit Retabel               | Stein, 17. Jahrhundert                      | in der Kirche St-Martin (Lage) | PM35000007    | Classé       | 1953  | weitere Bilder |
| Beichtstuhl                     | Holz, 19. Jahrhundert                       | in der Kirche St-Martin (Lage) | PM35001048    | Inscrit      | 1972  |                |
| Chorgestühl und Wandvertäfelung | Holz, 19. Jahrhundert                       | in der Kirche St-Martin (Lage) | PM35001049    | Inscrit      | 1972  |                |